# Virgen de Angosto
Nuestra Señora de Angosto o Virgen de Angosto es una advocación mariana de la religión católica. Tiene su origen en el lugar de Angosto donde según la tradición el pastor Hernando Martín encontró una imagen de la Virgen María flotando en el río después de una riada.
El nombre de Angosto deriva, según parece, del lugar de aparición de la imagen, en el angosto del río.
Su fiesta se celebra el 8 de septiembre, fiesta de la Natividad de la Virgen.
Santa María de Angosto es abogada de los partos, protectora de los niños y conservadora de los campos.
El 29 de julio de 1955 la Sagrada Congregación de Ritos la declaró como patrona de los Valles de Valdegovía, Cuartango, Ribera Alta y Ribera Baja en Álava y de los valles Provincia de Burgos de Losa y Tobalina. Y un año después, el 10 de julio de 1956, tuvo lugar un solemne acto de la proclamación del Patronazgo, en la explanada frente al santuario, presidido por el arzobispo de Burgos, Monseñor Luciano Pérez Platero, y asistido por el obispo de Vitoria, Monseñor Francisco Peralta.
Es la patrona de la localidad de Huaca Blanca, en el Distrito de Chongoyape de Perú.

## Lugar de culto: Monasterio de Villanañe
La imagen se venera en el Santuario de Nuestra Señora de Angosto situado cerca de Villanañe, concejo del municipio de Valdegovia, provincia de Álava, en la Comunidad Autónoma del País Vasco. 
El actual santuario fue construido en honor a la Virgen que le da nombre, en la primera mitad del siglo XIV, y restaurado en varias ocasiones. Se trata de una iglesia de estructura sencilla con una sola nave y un ábside rectangular en la que se puede apreciar su primitiva construcción gótica. Preside la iglesia un retablo renacentista, realizado por los escultores Mateo de Beaugrant y Martín de Artega, con seis paneles donde se relata la vida de la Virgen, en el centro, en una hornacina se encuentra la imagen de la Virgen. El retablo fue costeado por Amador Rodrigo de Varona, uno de los sucesores de la casa de los Varona y capitán de los tercios de Flandes y de su esposa María de Pinedo.
Hacia el año 1300 Rodrigo Varona, VII señor de la Casa de Villanañe, hizo construir la actual iglesia con estancias para el ermitaño y para peregrinos; en esta tarea colaboró todo el valle. En 1885 se establecieron en el santuario clérigos pasionistas que desde entonces lo administran.. La noche del 9 al 10 de marzo de 1886 se desató un incendio, arrasando la sacristía del santuario y el convento anejo de los pasionistas, mientras que la iglesia quedó intacta. En 1890 se hizo una primera reforma a la iglesia, habiendo sufrido posteriores reformas y restauraciones, en especial en 1905 y en 1980-82.
Junto al río Tumecillo, a unos metros de la iglesia, se sitúa la gruta, en la que el pastor Hernando Martín, según la tradición, halló la imagen de la Virgen en el 1089.

### Imagen
La imagen de la Virgen es una talla del siglo XIV de un período de transición entre el románico al gótico y pertenece al grupo llamado "Andra Mari". Es una pequeña escultura policromada de 82 cm de alto, se halla en posición frontal y sedente. Está sentada en un pequeño banco y tocada con una corona moderna, cubre la cabeza con un velo, y un manto rodea sus hombros, sostiene al Niño Jesús con la mano izquierda sentado sobre una de sus rodillas y en su mano derecha sujeta una manzana. Fue restaurada para la fiesta de la Coronación, en 1958. 
El 15 de junio de 1958, se coronó canónicamente la imagen ante unas 10.000 personas. La solemne ceremonia se celebró en la explanada del santuario y estuvo presidida por el arzobispo de Burgos, Monseñor Pérez Platero, junto a los obispos de Vitoria, Monseñor Peralta y por el de Burgo de Osma, Monseñor Rubio. Actuó de “madrina” la Diputación Foral de Álava, que estuvo en el acto en cuerpo de comunidad.

### Tradición
Según la tradición que se ha transmitido acerca del hallazgo de la Virgen (documentada por primera vez en 1436), el día 25 del mes de abril del año 1089 se produjo una gran tormenta que produjo abundantes precipitaciones que provocaron el desbordamiento del río Tumecillo.
Hernando Martín, un pastor de la zona, se encontraba por allí, apacentando su rebaño al que debía conducir a la pradera que se encontraba al otro lado del río, así que esperó a que las aguas se calmaran y al acercarse al Peñón del Calvario para ver cómo podía cruzar, le pareció divisar a lo lejos "en el angosto de una peña" un bulto que se le antojaba una niña vestida que había conseguido que las furiosas aguas del río Tumecillo se pararan a sus pies.
El pastor corrió al pueblo, a contar a los vecinos lo que le había sucedido y lo que había visto. En un principio le acompañaron algunos de sus vecinos, a comprobar la veracidad de la historia, y cuando asombrados vieron que se trataba de una imagen de la Virgen, cayeron de rodillas y la saludaron con un Ave María.
Sobre la aparición de la imagen, únicamente, se cuenta con el relato popular que Fray Miguel de Varona recogió en su Historial de la Casa de Varona de Villanañe, un manuscrito de alrededor del año 1715 con el siguiente texto:  

"Mes de abril. Año 1089. En aquel día se había formado una recia tempestad en las alturas del Gobea. Atravesó los montes Arcena y descargó su furia en el valle de Losa. Fue tanta el agua que arrojó, que no cabía en el recinto de las dos márgenes del río Humecillo, desde el estrecho de Caranca hasta el angosto de una alta peña que hay detrás del Santuario de Nuestra Señora, y que se dice el Calvario. A eso de las cuatro de la tarde del 25 de abril, el pastor Hernando Martín se bajó con su ganado para apacentarlo en el prado que se dice el Bortal. Acercándose a un pozo muy profundo, reparó que allá en el cóncavo de la peña se divisaba un bulto o imagen de una niña vestida. Lo que más admiró fue el ver que en el piélago profundo, delante de la imagen, se había amontonado como un peñasco de la misma agua, deteniéndose por no mojar ni la fimbria de su ropaje. (...) En seguida, varios robustos brazos se llegaron a la Imagen sagrada y en volandas la retiraron a la orilla opuesta. Inmediatamente las aguas, que habían estado detenidas formando un elevado promontorio, rompieron su formación.

En un principio se trasladó la imagen a una ermita, la de San Pedro, hoy desaparecida. Posteriormente, en el año 1094, se construyó otra, dedicada exclusivamente a su culto, que además contaba con una casa para el ermitaño edificada a expensas de los moradores de Villanañe y que subsistió hasta aproximadamente el siglo XIV. Al morir el pastor (1167) este santuario pasó a depender del antiguo obispado de Valpuesta y después de su desaparición a la Colegiata de Valpuesta. El cabildo Valpositano, ordenó que se dedicase parte de la casa para hospedar a peregrinos y en época de guerras, sería un Hospital de Sangre.

### Antropología
Cuenta con una gran devoción popular y se narran milagros, curaciones... que han hecho de este lugar la meta de numerosas peregrinaciones.
A mediados del siglo XX se celebraban hasta 14 romerías entre abril y septiembre, en las que a cada una de ellas concurrían los habitantes de uno o varios pueblos de la comarca determinados previamente. Y se celebraban hasta tres ferias entre los meses de junio y septiembre. Actualmente se ha reducido a cuatro o cinco romerías, que se celebran entre junio y septiembre, en las que del mismo modo concurren los habitantes de los pueblos determinados previamente. Romerías, en las que se visita el santuario, se celebra misa y se canta la salve, para dirigirse, por último, en procesión a la Gruta de la Aparición. Después de los ritos religiosos se comparte el almuerzo y se bailan ritmos tradicionales como jotas y valses. En el mes de agosto se celebra una feria, un mercado con siglos de antigüedad que reúne ganado, productos agrícolas locales y artesanos. Llegadas las Témporas de otoño, tras haber recolectado la mayoría de las cosechas, acuden los agricultores del valle con sus tractores, para dar gracias por las cosechas a la Virgen “conservadora de los campos”.

#### Himnos y cánticos
| Todo un pueblo tu nombre pregona en un himno de fe y de fervor cinco valles te aclaman Patrona, cinco valles que son la corona, que en tus sienes ha puesto el amor. | María, Madre de gracia, Señora de Angosto, humilde nazarena: Ruega por nosotros. A tu lado la noche es día, tu imagen es vida. Tu Santuario es hogar y alegría, presencia divina. Renuévanos, transfórmanos, oye nuestro canto. (Bis) |

#### Etnografía
En una ladera en las proximidades del Santuario se halla la Encina Juntera de Angosto, declarada por el Gobierno Vasco uno de los Árboles singulares del País Vasco. La centenaria encina es una reliquia del cerco de encinas, que se conocía como “Crucijada de las Juntas” y, posteriormente como “Laderas de las Juntas”, donde se celebraban las Juntas de los Caballeros Hijosdalgos del Real Valle de Valdegovía, muchos de los habitantes de estos pequeños pueblos del Valle, labradores nobles sin título descendientes de los guerreros que lucharon contra los musulmanes durante la Reconquista. Estas juntas se celebraban, al menos una vez al año, en principio el día de San Miguel (29 de septiembre) y posteriormente los días 22 de julio, festividad de la Magdalena y se adoptaban acuerdos que afectaban a los pueblos del valle. Se considera que es una tradición que data de la Edad Media, aunque está documentada desde el siglo XVI.

### Paralelismos
El nombre primitivo de Villanañe fue Nabia, parece ser que siglos después ese mismo lugar pasó a llamarse Villanabia y con el tiempo Villanañe. 
Nabia es el nombre de una deidad indoeuropea de carácter guerrero que habita en los ríos. 
El hallazgo milagroso de una imagen de la Virgen originó la creación del Santuario de Nuestra Señora de Angosto. La coincidencia de un teónimo indoeuropeo conservado como topónimo y de un santuario cristiano permite suponer el carácter sagrado del lugar y que se reinterpretó a la luz del cristianismo un culto pagano anterior, teniendo en cuenta, además, que la diosa Nabia está relacionada con los ríos, su morada es el río y la imagen de la Virgen aparece en el río, y el carácter sobrenatural se lo da el milagro del agua retenida.

## Lugar de culto: Monasterio de Huaca Blanca
Santuario de Nuestra Señora de Angosto en el Lugar poblado de Huaca Blanca, en el Distrito de Chongoyape, en la Provincia de Chiclayo, en el Departamento de Lambayeque, en Perú.

### Imagen
La imagen de la Virgen es similar a la de Villanañe. Está sentada en un pequeño banco y tocada con una corona, cubre la cabeza con un velo, y un manto rodea sus hombros, sostiene al Niño Jesús con la mano izquierda sentado sobre una de sus rodillas y en su mano derecha sujeta una manzana. 
Fue traída a Huaca Blanca, por los pasionistas, encargados de la Dirección Espiritual de las Haciendas de la “Sociedad Agrícola Pucalá”, el 27 de septiembre de 1964. Se organizó una gran procesión desde Pucalá a Huaca Blanca, recibiendo solemnemente la imagen en la entrada de la ex hacienda las autoridades y el pueblo de Huaca Blanca. Presidió los actos religiosos el entonces Obispo de Chiclayo, Daniel Figueroa Villón, al que acompañaron numerosos sacerdotes.